# 法納雷瀑布

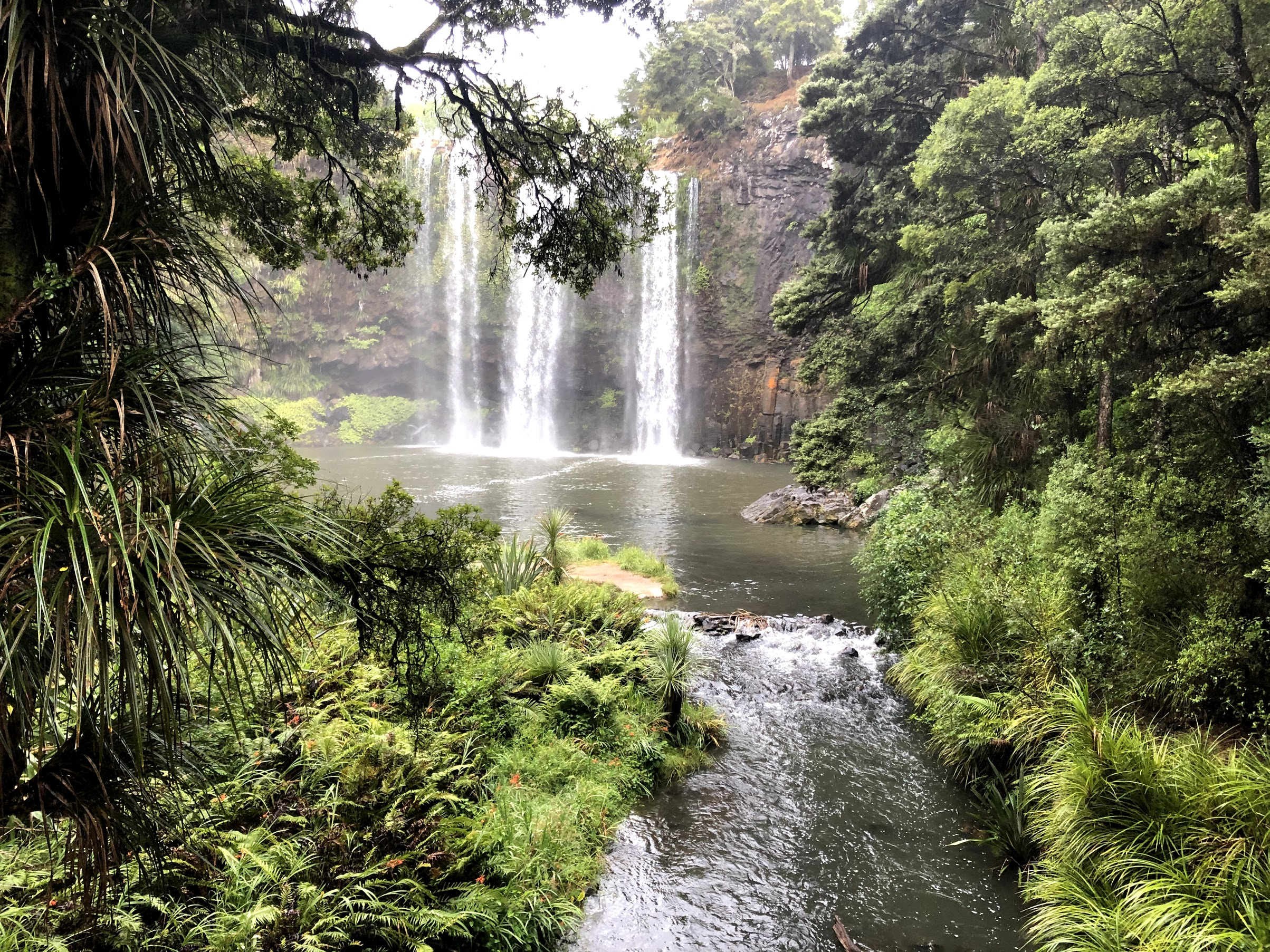
2020年夏季的法納雷瀑布

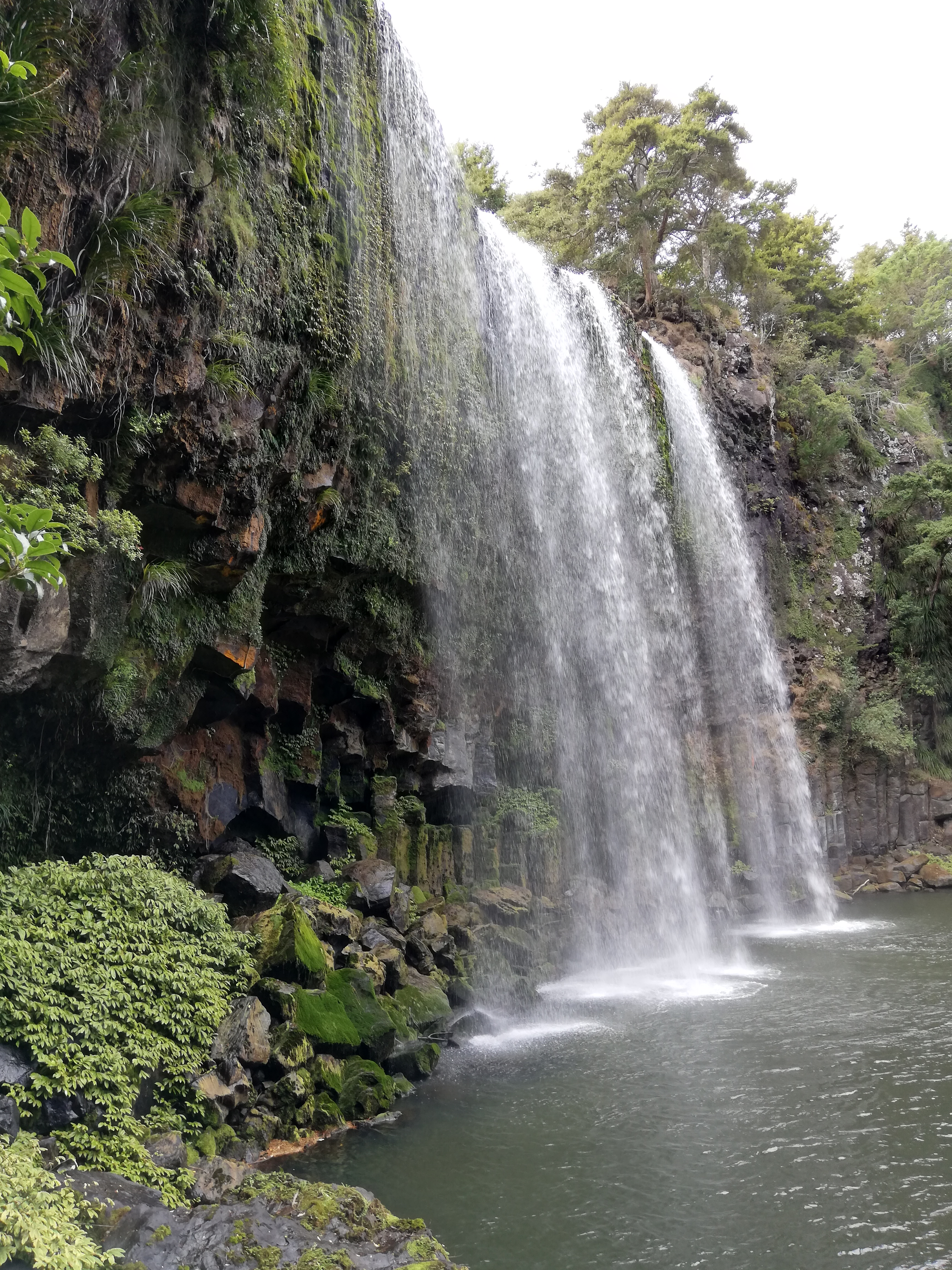
法納雷瀑布

法納雷瀑布（Whangārei Falls）是位于新西蘭法納雷郊区的一個瀑布。該瀑布落差達26（85英尺）。至少自1890年代以来就有人來到這裡野餐。1920年代，这片土地被阿奇博尔德·克拉彭买下。1946年後，該瀑布成為公园的一部分。 

## 参考文献

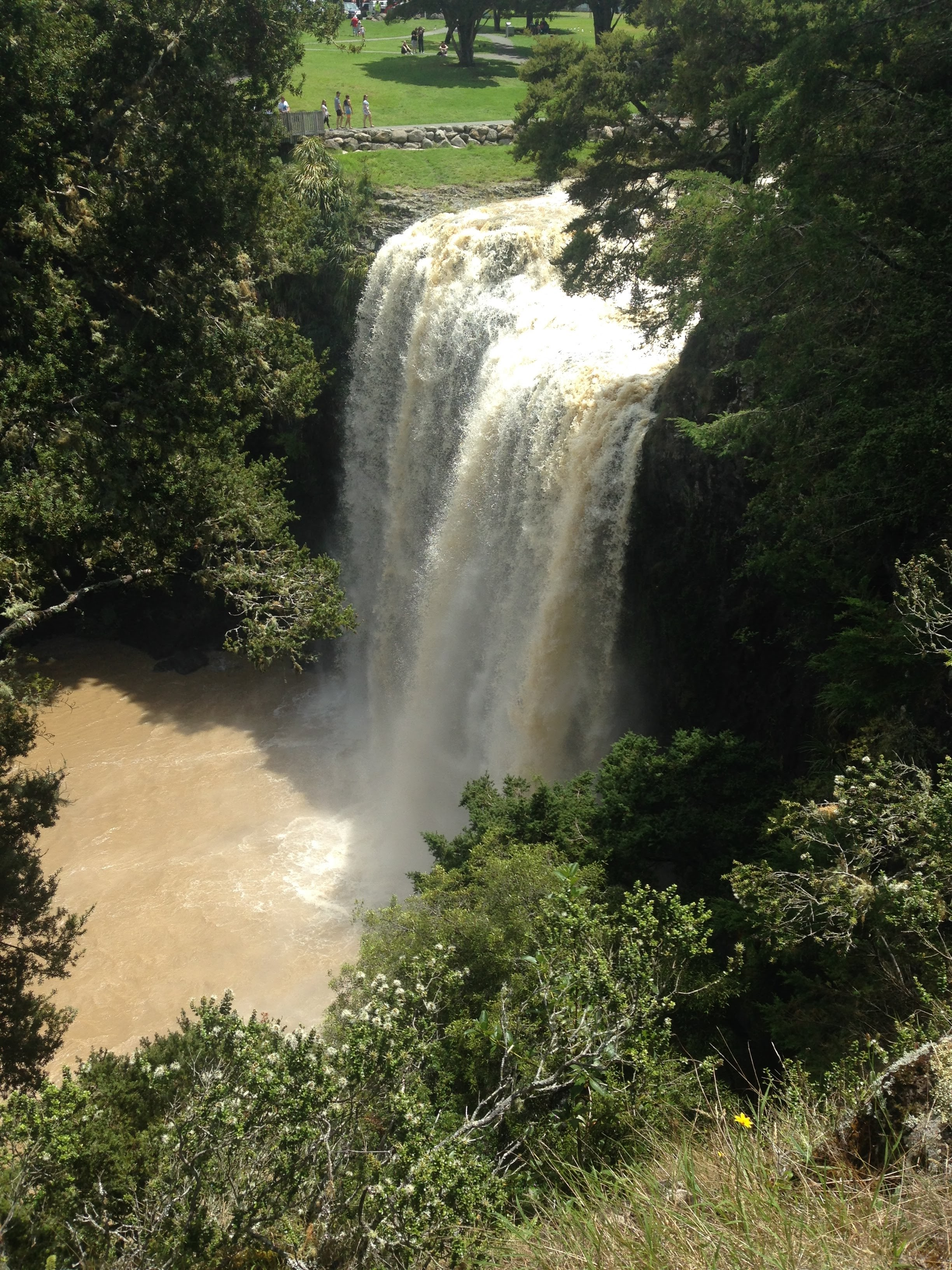
大雨过后的瀑布。